# Tổng cục (tổ chức chính phủ Việt Nam)
Tổng cục là một cấp tổ chức cũ trong hệ thống chính quyền tại Việt Nam. Tổng cục là tổ chức thuộc Bộ, thực hiện chức năng tham mưu, giúp Bộ trưởng quản lý nhà nước và tổ chức thực thi pháp luật đối với chuyên ngành, lĩnh vực lớn, phức tạp trên phạm vi cả nước theo phân cấp, ủy quyền của Bộ trưởng.
Từ ngày 1 tháng 3 năm 2025, trong cuộc Cải cách thể chế Việt Nam 2024–2025, mô hình Tổng cục kết thúc hoạt động, các đơn vị cấp Tổng cục chuyển thành đơn vị cấp cục.

## Khái quát
Tổng cục có tư cách pháp nhân, có con dấu và tài khoản riêng. Tổng cục trưởng được ban hành văn bản cá biệt, văn bản hướng dẫn chuyên môn, nghiệp vụ về chuyên ngành, lĩnh vực thuộc phạm vi quản lý của tổng cục.
Việc thành lập tổng cục phải đáp ứng các tiêu chí sau:
- Có đối tượng quản lý nhà nước về chuyên ngành, lĩnh vực lớn, phức tạp, quan trọng đối với phát triển kinh tế - xã hội.
- Chuyên ngành, lĩnh vực cần quản lý tập trung, thống nhất ở trung ương, trường hợp đặc biệt do Chính phủ xem xét quyết định.
- Được phân cấp, ủy quyền của Bộ trưởng để quyết định các vấn đề thuộc phạm vi quản lý nhà nước về chuyên ngành, lĩnh vực.

## Tổ chức
- Vụ
- Văn phòng
- Cục (nếu có)
- Thanh tra (nếu có)
- Đơn vị sự nghiệp công lập (nếu có)

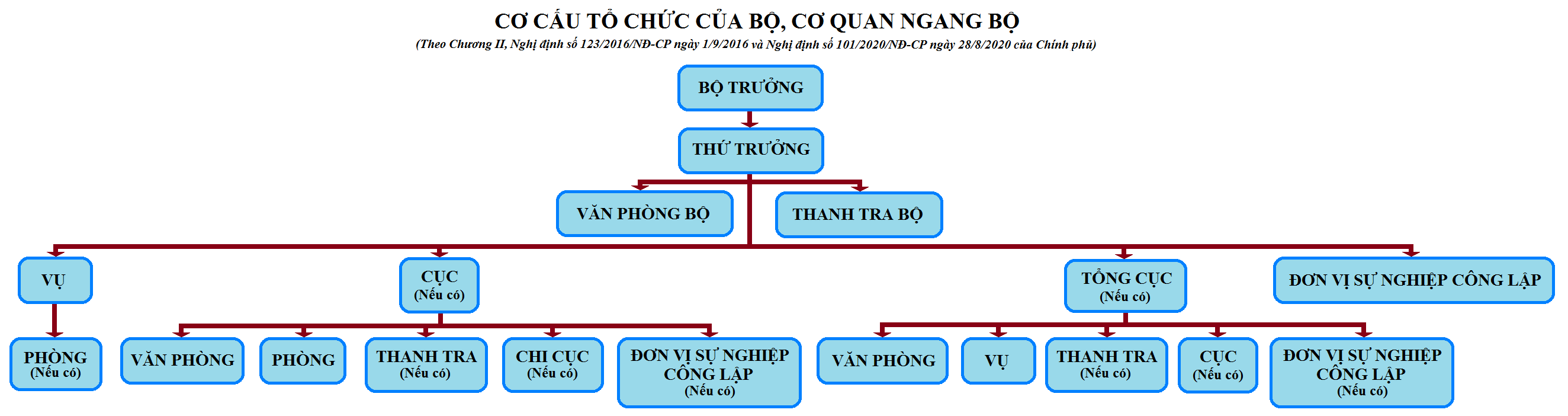
Tổng cục trong cơ cấu của Bộ, cơ quan ngang Bộ.

Việc thành lập các vụ, cục thuộc tổng cục áp dụng các tiêu chí như đối với thành lập vụ, cục thuộc Bộ. Không thành lập phòng trong vụ thuộc tổng cục.
Đối với tổng cục được tổ chức theo hệ thống ngành dọc thì số lượng cục thuộc tổng cục, chi cục thuộc cục thuộc tổng cục (nếu có) đặt ở địa phương được quy định tại quyết định quy định chức năng, nhiệm vụ, quyền hạn và cơ cấu tổ chức của tổng cục.

## Các Tổng cục và tương đương đang tồn tại

### Bộ Quốc phòng
1. Bộ Tổng Tham mưu Quân đội nhân dân Việt Nam
2. Tổng cục Chính trị Quân đội nhân dân Việt Nam
3. Tổng cục Hậu cần - Kỹ thuật
4. Tổng cục Công nghiệp Quốc phòng
5. Tổng cục Tình báo
6. Ban Cơ yếu Chính phủ

## Các Tổng cục và tương đương đã giải thể

### Bộ Công an
1. Tổng cục An ninh
2. Tổng cục Cảnh sát
3. Tổng cục Chính trị
4. Tổng cục Hậu cần – Kỹ thuật
5. Tổng cục Tình báo
6. Tổng cục Cảnh sát Thi hành án hình sự và Hỗ trợ Tư pháp
7. Bộ Tư lệnh Cảnh vệ (chuyển thành đơn vị tương đương cấp Cục)
8. Bộ Tư lệnh Cảnh sát Cơ động (chuyển thành đơn vị tương đương cấp Cục)

### Bộ Công Thương
1. Tổng cục Năng lượng
2. Tổng cục Quản lý thị trường

### Bộ Giao thông Vận tải
1. Tổng cục Đường bộ Việt Nam

### Bộ Y tế
1. Tổng cục Dân số[4]

### Bộ Tài nguyên và Môi trường
1. Tổng cục Môi trường
2. Tổng cục Địa chất và Khoáng sản Việt Nam
3. Tổng cục Quản lý Đất đai
4. Tổng cục Biển và Hải đảo Việt Nam
5. Tổng cục Khí tượng Thủy văn[5]

### Bộ Nội vụ
1. Ban Tôn giáo Chính phủ (chuyển thành đơn vị tương đương cấp Cục)
2. Ban Thi đua - Khen thưởng Trung ương (chuyển thành đơn vị tương đương cấp Cục)

### Bộ Nông nghiệp và Phát triển nông thôn
1. Tổng cục Lâm nghiệp
2. Tổng cục Thủy lợi
3. Tổng cục Thủy sản
4. Tổng cục Phòng, chống thiên tai

### Bộ Văn hóa, Thể thao và Du lịch
1. Tổng cục Thể dục thể thao
2. Tổng cục Du lịch
3. Ban Quản lý Làng Văn hóa - Du lịch các dân tộc Việt Nam

### Bộ Khoa học và Công nghệ
1. Tổng cục Tiêu chuẩn Đo lường Chất lượng
2. Ban Quản lý Khu công nghệ cao Hòa Lạc (chuyển giao về Ủy ban nhân dân thành phố Hà Nội)

### Bộ Tài chính
1. Tổng cục Thuế
2. Tổng cục Hải quan
3. Tổng cục Dự trữ Nhà nước
4. Kho bạc Nhà nước (chuyển thành đơn vị tương đương cấp Cục)
5. Ủy ban Chứng khoán Nhà nước (chuyển thành đơn vị tương đương cấp Cục)

### Bộ Kế hoạch và Đầu tư
1. Tổng cục Thống kê

### Bộ Lao động – Thương binh và Xã hội
1. Tổng cục Giáo dục nghề nghiệp

### Bộ Tư pháp
1. Tổng cục Thi hành án dân sự

### Bộ Ngoại giao
1. Ủy ban Nhà nước về người Việt Nam ở nước ngoài (chuyển thành đơn vị tương đương cấp Cục)
2. Ủy ban Biên giới quốc gia (chuyển thành đơn vị tương đương cấp Cục)

### Văn phòng Chính phủ
1. Cổng Thông tin điện tử Chính phủ (chuyển thành đơn vị sự nghiệp công lập)

### Ngân hàng Nhà nước Việt Nam
1. Cơ quan Thanh tra, giám sát ngân hàng